# Киузи
Киузи (на италиански: Chiusi) е град и община в провинция Сиена в Тоскана, Италия.
Намира се между Тразименското езеро и езерото Болсена.
Има 8866 жители (31 декември 2009) и е разположен на площ от 58 km².
През древността Киузи е бил етруският град Камарс или Клевсин, на латински Клузиум.
Ларс Порсена e цар на етруските в Клузиум и обсажда Рим през 508 пр.н.е.
- Обекти, намерени в Киузи
- Теракота-фигура на етруска жена
- Съд за вино с лице на бик